# A nő, akit szerettem
A nő, akit szerettem (eredeti cím: Freeheld) 2015-ben bemutatott amerikai film, amelyet Peter Sollett rendezett.
A forgatókönyvet Ron Nyswaner írta. A producerei Ellen Page, Michael Shamberg, Stacey Sher, James D. Stern és Cynthia Wade. A főszerepekben Julianne Moore, Ellen Page, Michael Shannon, Steve Carell és Luke Grimes láthatók. A film zeneszerzői Hans Zimmer és Johnny Marr. A film gyártója a Bankside Films, a Endgame Entertainment, a Head Gear Films és a High Frequency Entertainment, forgalmazója a Summit Entertainment. Műfaja életrajzi film és filmdráma.
Amerikában 2015. október 2-án mutatták be a mozikban.

## Szereplők
| Szereplő                                                                                             | Színész            | Magyar hang        |
| --- | ------------------ | ------------------ |
| Laurel Hester                                                                                        | Julianne Moore     | Kováts Adél        |
| Stacie Andree                                                                                        | Ellen Page         | Bogdányi Titanilla |
| Dane Wells                                                                                           | Michael Shannon    | Rába Roland        |
| Steven Goldstein                                                                                     | Steve Carell       | Kassai Károly      |
| Todd Belkin                                                                                          | Luke Grimes        | Szatory Dávid      |
| Bryan Kelder                                                                                         | Josh Charles       | Bozsó Péter        |
| Carol Andree                                                                                         | Mary Birdsong      | Czirják Csilla     |
| Lynda Hester                                                                                         | Kelly Deadmon      | Mohácsi Nóra       |
| Quesada                                                                                              | Gabriel Luna       | Szatmári Attila    |
| Toohey                                                                                               | Anthony DeSando    | Láng Balázs        |
| Reynolds rendőrfőnök                                                                                 | Skipp Sudduth      | Koncz István       |
| Dan Wickery                                                                                          | Kevin O'Rourke     | Péter Richárd      |
| William Johnson                                                                                      | Tom McGowan        | Kapácsy Miklós     |
| Peter Santucci                                                                                       | William Sadler     | Fazekas István     |
| Pat Gerrity                                                                                          | Dennis Boutsikaris | Sörös Sándor       |
| Don Bennett                                                                                          | Adam LeFevre       | Fehér Péter        |
| Margaret                                                                                             | Jeannine Kaspar    | Bajor Lili         |
| Christy Miller                                                                                       | Portia Reiners     | Bajor Lili         |
| Hannah                                                                                               | Traci Hovel        | Román Judit        |
| Cat                                                                                                  | Julie Reiber       | Czifra Krisztina   |
| Dr. Sarah Tonner                                                                                     | Henny Russell      | Czifra Krisztina   |
| Maya Kelder                                                                                          | Mina Sundwall      | Hermann Lilla      |
| John atya                                                                                            | Sahr Ngaujah       | Seder Gábor        |
| Jeeter                                                                                               | Karl Jacob         | Seder Gábor        |
| Jake                                                                                                 | Stink Fisher       | Sarádi Zsolt       |
| Estelle, az ingatlanos                                                                               | Mary Joy           | Márton Eszter      |
| További magyar hangok                                                                                |                    |                    |
| Bor László, Borbély Sándor, Bordás János, Farkas Zita, Fehérváry Márton, Fellegi Lénárd, Martin Adél |                    |                    |